# Блумингтон (Небраска)
Блумингтон (енгл. Bloomington) град је у америчкој савезној држави Небраска.

## Демографија
По попису из 2010. године број становника је 103, што је 21 (-16,9%) становника мање него 2000. године.
| Група             | 2000.       | 2010.       |
| Белци             | 121 (97,6%) | 100 (97,1%) |
| Афроамериканци    | 0 (0,0%)    | 1 (1,0%)    |
| Азијати           | 0 (0,0%)    | 0 (0,0%)    |
| Хиспаноамериканци | 0 (0,0%)    | 0 (0,0%)    |
| Укупно            | 124         | 103         |